# Lucy Gordon
Lucy Gordon (Oxford, 22 de maio de 1980 — Paris, 20 de maio de 2009) foi uma atriz e modelo britânica. Ela tornou-se um rosto da CoverGirl em 1997 antes de iniciar a carreira como atriz. Seu primeiro filme foi Perfume, em 2001, antes de passar a ter papéis pequenos em Homem-Aranha 3, Serendipity e The Four Feathers. Lucy tinha interpretado a atriz e cantora Jane Birkin em Gainsbourg (Vie héroïque), um filme biográfico do cantor e compositor francês Serge Gainsbourg. Antes do filme ser lançado, foi encontrada enforcada em seu apartamento em Paris em 20 de maio de 2009, de acordo com a polícia francesa, a atriz cometeu suicídio.

## Filmografia
- 2001: Perfume como Sarah
- 2001: Serendipity como Caroline Mitchell
- 2002: The Four Feathers como Isabelle
- 2005: Les Poupées russes como Celia Shelburn
- 2007: Serial como Sadie Grady
- 2007: Spider-Man 3 como Jennifer Dugan
- 2008: Frost como Kate Hardwick
- 2009: Brief Interviews with Hideous Men como Hitchhiker
- 2009: Cinéman como Fernandel's friend
- 2010: Serge Gainsbourg, vie héroïque como Jane Birkin